# Alessandro Terracini
Pour les articles homonymes, voir Terracini.
Alessandro Terracini, né le 19 octobre 1889 à Turin et mort le 2 avril 1968 au même endroit, est un mathématicien italien, professeur de géométrie analytique.

## Biographie
Frère du linguiste Benvenuto Aronne Terracini (it) (1886–1968), il effectue toutes ses études dans sa ville natale. Il effectue ses études secondaires au Liceo Cavour, où il reçoit l'enseignement de Rodolfo Bettazzi.
Il obtient son doctorat de mathématiques en 1911, à l'université de Turin, sous la direction de Corrado Segre. Parmi ses professeurs figurent également  Enrico D'Ovidio, Gino Fano, Giuseppe Peano, Carlo Somigliana et Guido Fubini.
Pendant la Première Guerre mondiale, il est officier du génie et met au point un périscope qu'il utilise pour réaliser des tableaux balistiques. Après la Première Guerre mondiale, il devient assistant à l'université de Modène, puis professeur de géométrie analytique en 1924 à l'université de Catane. Il est appelé l'année suivante à la chaire de l'université de Turin, où il reste jusqu'en 1938, date à laquelle il doit émigrer en Argentine, comme son frère, en raison de persécutions antisémites. À la faculté d'ingénierie de San Miguel de Tucumán, il fonde la Revista de Matemática y Física Teórica à laquelle Albert Einstein collabore, entre autres. Il rentre en Italie en 1948 et retrouve sa chaire à Turin, puis il est nommé professeur émérite en 1962.
Membre de l'Académie des Lyncéens, de l'Académie des sciences de Turin, il reçoit plusieurs prix scientifiques en Italie et à l'étranger. Il est pendant six ans vice-président de l'Union mathématique italienne (UMI) dont il est président de 1958 à 1963. Il est également président de l'Unión Matemática Argentina de 1945 à 1947.
Sa fille Lore Terracini (it) est linguiste et spécialiste de la littérature espagnole.

## Travaux
Les contributions de Terracini dans le domaine de la géométrie analytique, de l'algèbre, de la géométrie projective différentielle et ses études sur l'incidence des espaces tangents des variétés hyperspatiales sont notables.
Il s'intéresse à la géométrie algébrique et à la géométrie différentielle métrique et projective (en particulier la géométrie différentielle projective dans les espaces de dimension supérieure). Il caractérise les surfaces algébriques (en particulier les surfaces de Véronèse) dans leurs propriétés de géométrie différentielle. Par ailleurs, il a également publié des articles sur l'algèbre, l'analyse, l'analyse numérique et l'histoire des mathématiques. Il est l'auteur d'environ 180 publications scientifiques.

## Publications
- Ricordi di un matematico. Un sessantennio di vita universitaria, Rome: Cremonese 1968
- Esposizione di alcuni risultati di geometria proiettiva differenziale negli iperspazi, dans: Guido Fubini, Eduard Čech: Geometria proiettiva differenziale, Padoue 1926.
- avec Gino Fano: Lezioni di geometria analitica e proiettiva, 1930
- Selecta, 2 vol, Rome: Cremonese 1968.